# Hobbersdorf

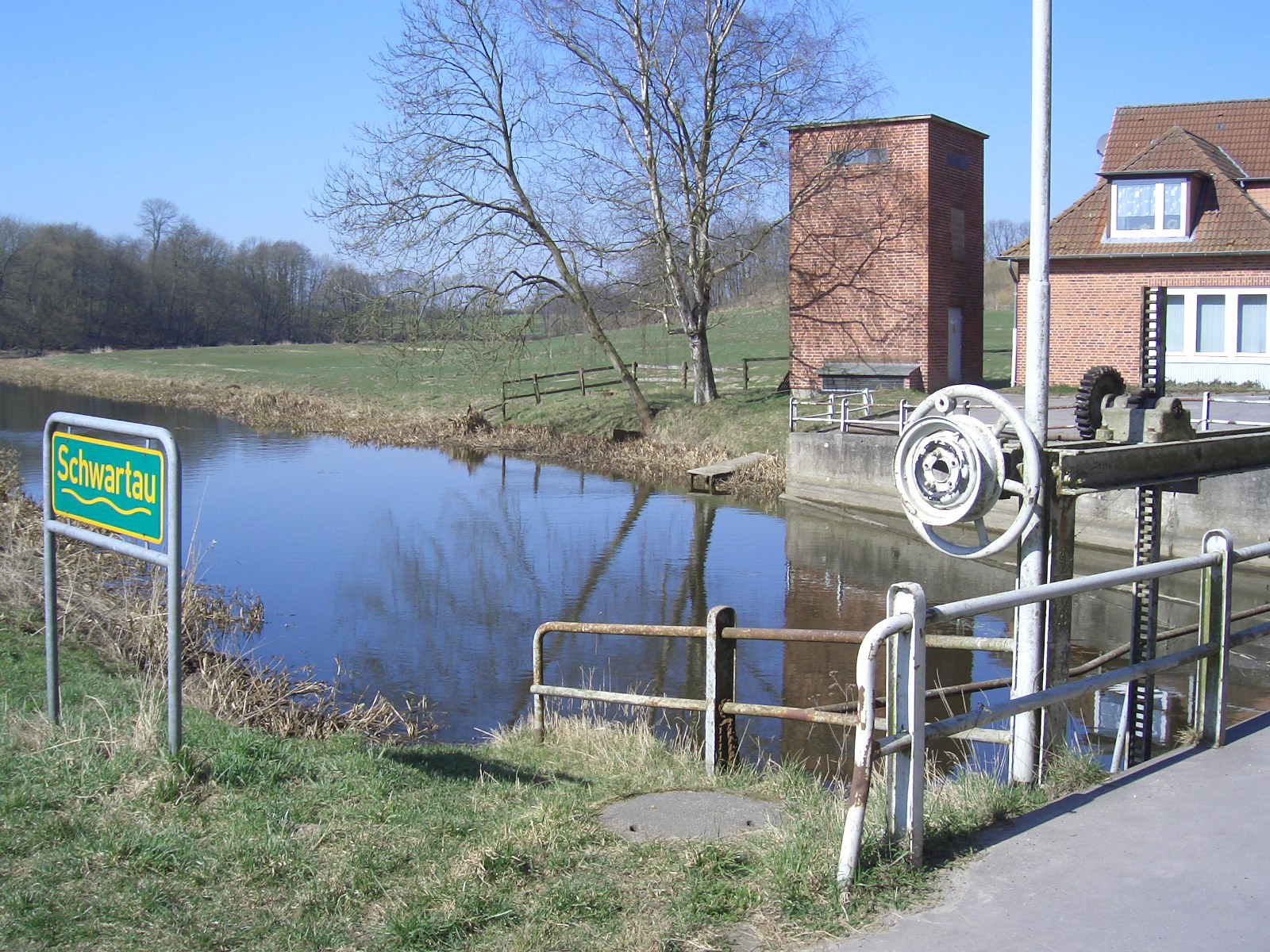
Wehr bei der Mühle von Hobbersdorf

Hobbersdorf ist ein Dorf in der Gemeinde Ratekau im Kreis Ostholstein in Schleswig-Holstein südlich oberhalb des Flusses Schwartau. Es hat 70 Einwohner (Stand 31. März 2015) und besteht aus einem östlichen Siedlungskern und einer Gruppe von ca. 300 m weiter nordwestlich gelegenen Häusern. Die Hobbersdorfer Mühle ist eine Wassermühle an der Schwartau, die von der Firma Ströh betrieben wird. Der Mühlenbetrieb an dieser Stelle geht auf die Mitte des 16. Jahrhunderts zurück. Die Mühlenanlagen wurden früher vom Domkapitel des Lübecker Doms als Eigentümer an die jeweiligen Müller verpachtet.

## Sehenswertes

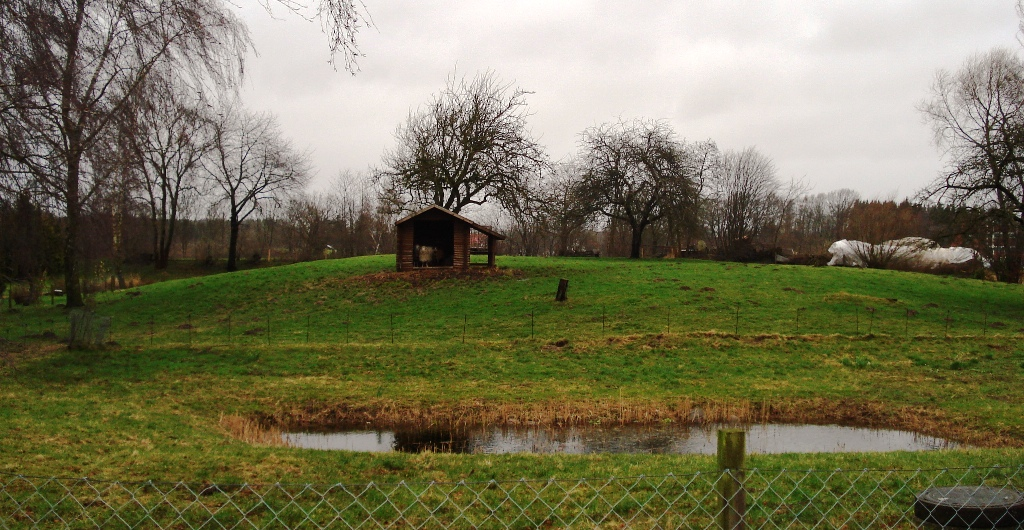
Wehranlage

- In der Mitte des Dorfes befinden sich auf einer Freifläche die Reste der Wehranlage in Hobbersdorf, die 1360 erstmals urkundlich erwähnt wurde und von der lediglich noch die Reste  eines Wassergrabens und eines Turmhügels zu sehen sind.[4]

## Name
Der Name leitete sich von „Hobramdestorpe“ – von „Hobrand“ = „der Stolze“ ab.